# Fenua Fala
Fenua Fala is naast Fale het enige bewoonde eiland van Tokelause atol Fakaofo. Slechts een kleine minderheid van de bevolking van het atol woont op dit eiland, dat nochtans veel groter is dan Fale. In 1960 pas werd het bevolkt bij wijze van oplossing voor de overbevolking op laatstgenoemd eiland.
De school, het ziekenhuis alsook het kantoor van het nationale telecommunicatiebedrijf Teletok liggen alle op Fenua Fala. Meerdere malen per dag pendelt een schoolboot over en weer naar Fale.

## Geografie
Fenua Fala is met een lengte van 1,27 km een van de grotere eilanden van het atol en ligt ook het meest westelijk. 150 m ten zuidoosten van het eiland ligt het veel kleinere en onbewoonde Te Afua Tau Lua, nog eens twee eilanden verder bevindt zich Fale, tot waar het water bij laagwater doorwaadbaar is. Naar het noordoosten toe is het eerstvolgende eiland van het rif Mulifenua, helemaal in het noorden van het atol, op 7,2 km.
Alle inwoners wonen in het enige dorp Fakaofo.

## Trivia
- De bewoners houden varkens in kooien en achter omheiningen in het water tussen Fale en Fenua Fala. Deze doen zich tegoed aan schelpdieren die ze er vinden, aangevuld met kokosnoten die ze krijgen van de bevolking.

Akegamutu · Avaono · Falatutahi · Fale · Fenua Fala · Fenua Loa · Fugalei · Hakea · Hakea Mahaga · Heketai · Hugalu · Kaivai · Kapiomotu · Kauahua O Tanifa · Kavivave · Lapa · Logotaua · Manuafe · Manumea · Matakitoga · Metu · Motu Akea · Motu Iti · Motuloa · Motu Pelu · Mulifenua · Niue · Nukuheheke · Nukulakia · Nukumahaga Iti · Nukumahaga Lahi · Nukumatau · Ofuna · Olokalaga · Otafi Lahi · Otafi Loa · Otafi Loto · Otano · Pagai · Palea · Pataliga · Pukava · Tafolaelo · Talapeka · Te Afua Tau Lua · Te Afua Tau Tahi · Te Kau Afua O Humu · Te Lafu · Te Loto · Tenki · Te Papaloa · Vaiaha · Vini